# Queens (single)
Queens is een single van de Zweedse vrouwelijke rockband The Gems, afkomstig van het debuutalbum Phoenix. Het nummer werd geschreven in het kader van Internationale Vrouwendag en op 5 maart 2024 (drie dagen voorafgaand aan de gedenkdag) uitgebracht.

## Achtergrond en beschrijving

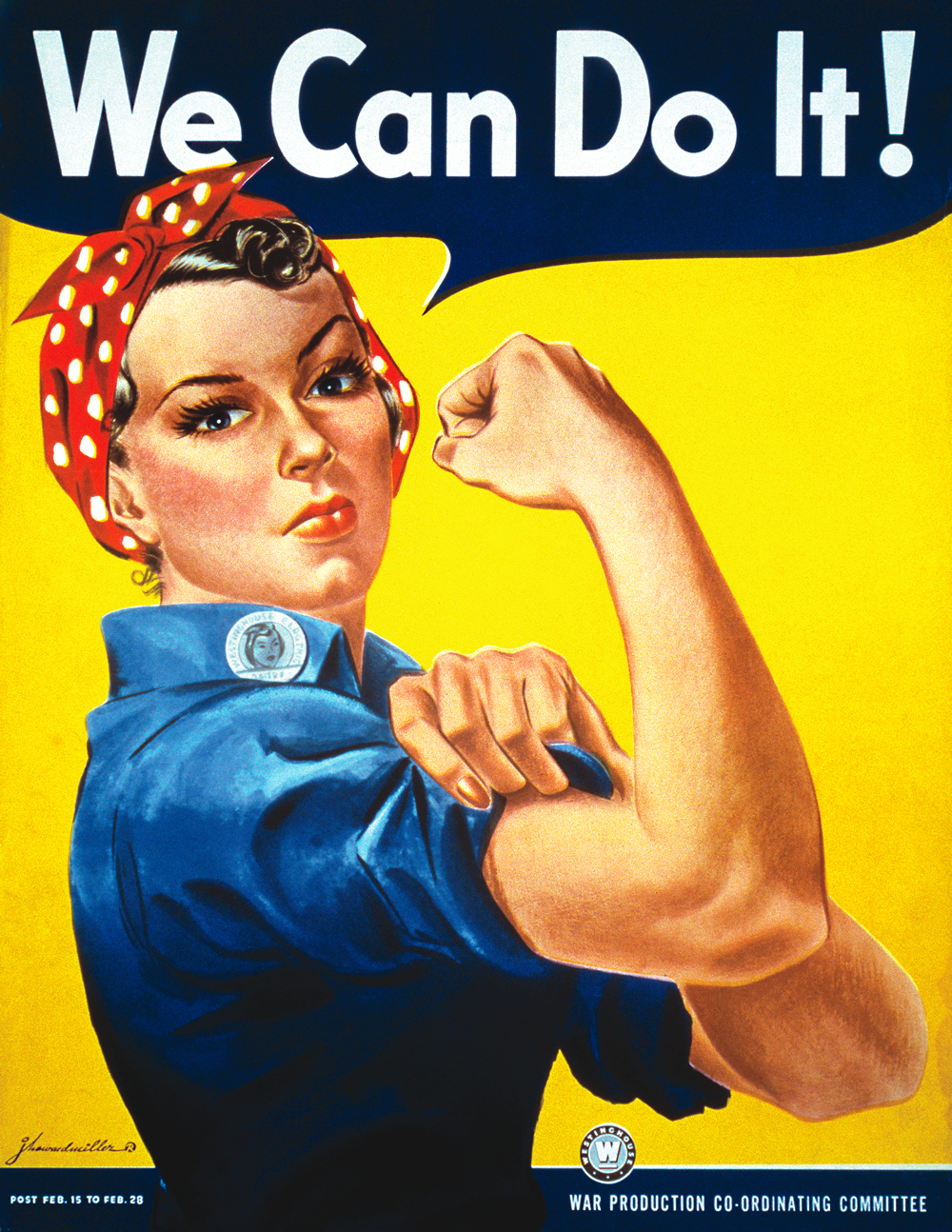

Met de term queens wordt verwezen naar alle vrouwen die ooit gestreden hebben en de weg hebben vrijgemaakt voor vrouwen anno 2024, die daardoor meer kansen hebben en meer op gelijke voet met mannen staan dan in het verleden. De bandleden hebben als doel gesteld om in hun voetsporen te treden. Ook wordt stilgestaan bij de obstakels die vrouwen in het verleden tegenkwamen en wordt verteld dat er nog veel werk te verzetten valt, zoals de band ook aangaf bij uitgave van de single:

Queens is our tribute to all the strong individuals who have paved the way for us all. We want to remind people about the tough roads they had to walk on, for us to have the possibilities that we have today, as well as acknowledging that the work is far from done and that we aim to carry on in their footsteps.

Verder wordt een uitgebreide beschrijving van deze queens gegeven, zoals dat ze zich niet laten onderdrukken, maar juist van zich laten horen, loyaal zijn en veel liefde en begrip te bieden hebben, en dat vrouwen altijd solidair zijn. Ook worden de vrouwen die gestreden hebben bedankt door middel van een saluut.

## Videoclip
In de videoclip is in eerste instantie te zien hoe de band het nummer opvoert. De opvoering wordt vervolgens afgewisseld met beelden van vrouwen, van jong tot oud, en van alledaags tot excentriek. Ook worden fragmenten getoond van vrouwen die bepaalde sporten en beroepen uitoefenen, zoals gitaarspelen, judoles geven en op een sneeuwscooter rijden. Alle beelden, behalve die van de band zelf, zijn in zwart-wit opgenomen.